# Otto Wolf (musicus)
Louis Carl Otto Wolff (Bernburg (Saale), 27 december 1849 – Maastricht, 29 april 1917) was een Nederlands componist, dirigent en directeur van de voorloper van het Conservatorium Maastricht.
Hij was van Duitse komaf met ouders Wilhelmine Gessner en Andreas Wolff.
Hijzelf was getrouwd met Marie Oechsle (1852-1925). Dochter (Clara Auguste) Emma Wolf (geboren 1879) was een redelijk bekend violiste in Limburg. Dochter (Mina Helene) Elsa Wolf (1884-1966) werd zangeres, stond op het podium met het orkest van haar vader, maar ook met Arnhemse Orkest Vereniging. 
Zijn muziekopleiding genoot hij in Berlijn bij Theodor Kullak (pianostudie), Friedrich Kiel (compositieleer). Tussen 1870 en 1872 studeerde hij verder op viool bij Joseph Joachim aan de Königlichen Akademische Hochschule. Hij werd violist bij de Mecklenburgische Staatskapelle Schwerin, maar verhuisde voor wat betreft muziek als snel naar het stedelijk orkest van Heilbronn (1876). In Heilbronn leerde hij zijn echtgenote kennen. 
Het gezin vestigde zich rond 1883 in Maastricht, alwaar hij tot 1916 directeur was van de in 1882 opgerichte Stedelijke Muziekschool Maastricht en dirigent van het Maastrichts Stedelijk Orkest, voorloper van het Limburgs Symfonie Orkest. Hij probeerde musici en orkest een meer Duitse inslag te geven, voordien was het orkest meer Frans gericht. Zijn opvolger Henri Hermans zou die Franse traditie in ere herstellen. 
Zijn gezondheid liet hem voorafgaand aan ontslagdatum 1 januari 1916 in de steek. Andere functies die hij bekleedde waren leraar aan de kweekschool voor onderwijzers en organist van de Sint-Janskerk
Hij schreef een aantal werken, die alle in de vergetelheid zijn geraakt:
- Vier of vijf symfonieën, onder andere een Wilhelmina-symfonie opgedragen aan koningin Wilhelmina der Nederlanden, première 1895 met zijn orkest.
- Air voor strijkorkest, opus 67
- Concertouverture voor harmonieorkest, opus 27
- Concertouverture voor orkest, opus 38
- Trauerklänge voor orkest of piano (1889)

- Gemeinsame Normdatei: 1312970421
- Virtual International Authority File: 4595170292152377690006